# Derek Damon
Derek Damon (* 12. November 1980 in Bangor, Maine) ist ein ehemaliger US-amerikanischer Eishockeyspieler, der zuletzt bei den Heilbronner Falken in der DEL2 unter Vertrag stand.

## Karriere

Signatur

Derek Damon begann seine Karriere als Eishockeyspieler in der Mannschaft der University of Maine, für die er von 2002 bis 2006 im Spielbetrieb der National Collegiate Athletic Association aktiv war, ehe er gegen Ende der Saison 2005/06 sein Debüt im professionellen Eishockey für die Lowell Lock Monsters aus der American Hockey League gab. Die folgenden beiden Spielzeiten lief er in  der Position Angreifer für die Florida Everblades aus der ECHL sowie in der Saison 2007/08 in 15 Spielen für das AHL-Team Albany River Rats auf. Anschließend wechselte Damon erstmals nach Europa, wo er einen Vertrag bei Ässät Pori aus der finnischen SM-liiga erhielt, bevor er im Sommer 2009 von den Kassel Huskies aus der DEL verpflichtet wurde. Zur Saison 2010/11 wechselte er für drei Spielzeiten zum EC VSV. Nachdem sein Vertrag ausgelaufen war, wechselte er in die Schweiz zum HC Thurgau. Dort wurde er in der Saison 2013/14 Topscorer sowie bester Vorlagengeber der Liga und verlängerte seinen Vertrag, wobei er 2015/16 als Teamkapitän auflief.
2016 unterschrieb er einen Vertrag bei SønderjyskE Ishockey in Dänemarks höchster Liga, der Metal Ligaen.
Nach zwei Jahren in Dänemarks wechselte er 2018 in die DEL2 zu den Heilbronner Falken, wo er bis zum Ende der vorzeitig abgebrochenen Saison 2019/20 aktiv war.

## Erfolge und Auszeichnungen
- 2004 Lamoriello-Trophy-Gewinn mit der University of Maine
- 2008 ECHL Second All-Star Team
- 2014 Bester Vorlagengeber der National League B (gemeinsam mit Brent Kelly)
- 2014 Topscorer der National League B (gemeinsam mit Jeff Campbell und Brent Kelly)

## Karrierestatistik
(Legende zur Spielerstatistik: Sp oder GP = absolvierte Spiele; T oder G = erzielte Tore; V oder A = erzielte Assists; Pkt oder Pts = erzielte Scorerpunkte; SM oder PIM = erhaltene Strafminuten; +/− = Plus/Minus-Bilanz; PP = erzielte Überzahltore; SH = erzielte Unterzahltore; GW = erzielte Siegtore; 1 Play-downs/Relegation; Kursiv: Statistik nicht vollständig)